# Paralimnophila (Paralimnophila) pallidicornis
Paralimnophila (Paralimnophila) pallidicornis is een tweevleugelige uit de familie steltmuggen (Limoniidae). De soort komt voor in het Australaziatisch gebied.